# 我在動物園
32°44′12.36″N 117°9′3.11″W / 32.7367667°N 117.1508639°W
《我在動物園》（英語：Me at the Zoo）是影片分享網站YouTube的第一部影片，於2005年4月23日（太平洋夏令時間）上傳。影片由YouTube共同創辦人賈德·卡林姆以「jawed」帳號上傳，長度為19秒，主角為賈德本人，拍攝者是他高中時的朋友雅科夫・拉皮茨基（Yakov Lapitsky）。影片中，賈德站在美國加州聖地牙哥動物園的大象展示區前，簡短地評論大象象鼻的長度。
多位記者認為，這部影片呈現了YouTube創站初期的原始精神，並視其為平台歷史上的重要里程碑。賈德後來多次修改影片的說明文字。截至2025年6月，該影片的觀看次數已超過3.63億次。

## 背景

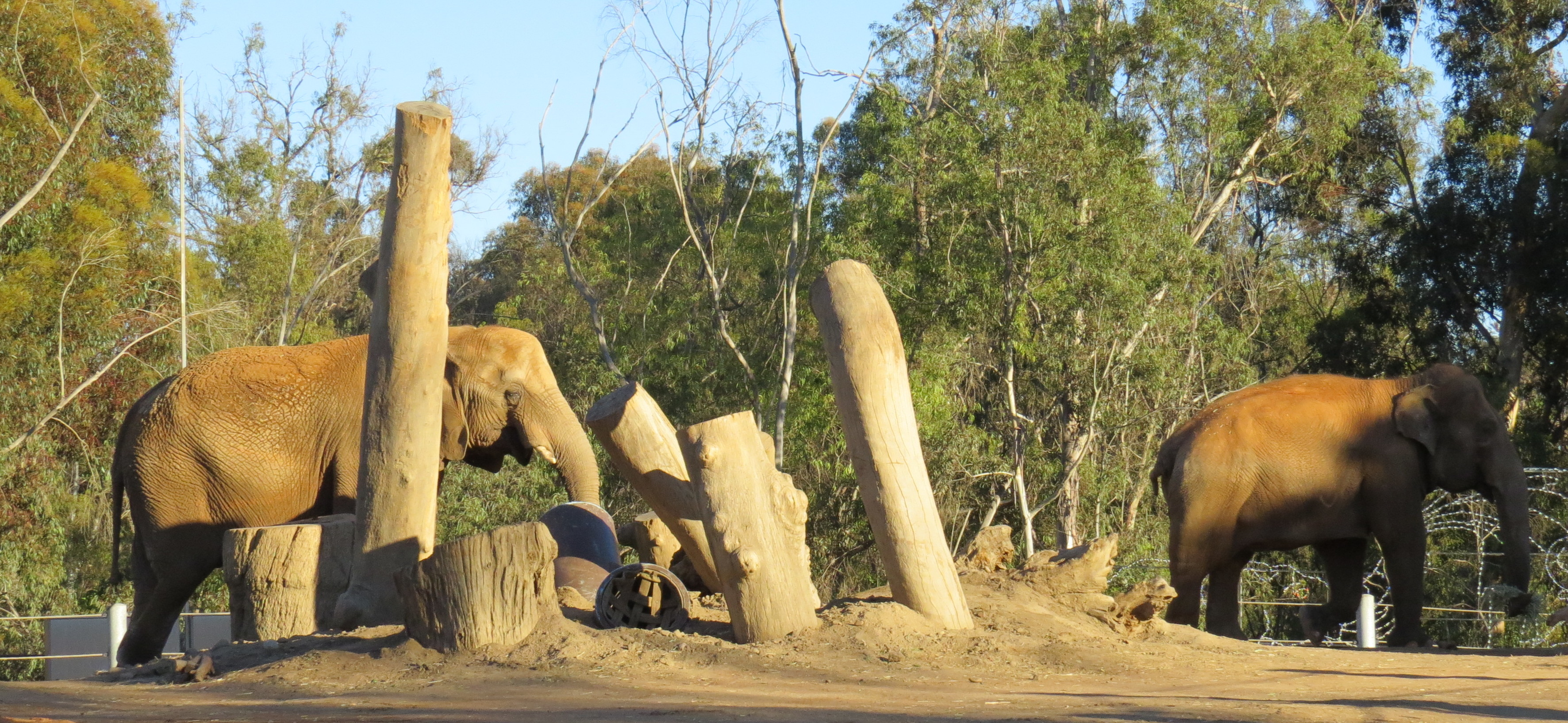
2013年攝於聖地牙哥動物園的大象，《我在動物園》即在此地拍攝。

YouTube於2005年2月14日註冊成立，距本片上傳約兩個月。該平台由三位前PayPal員工——查德・賀利、陳士駿與賈德·卡林姆——共同創辦。賀利曾在印第安納賓夕法尼亞大學主修設計，陳士駿則在伊利諾大學厄巴納-香檳分校主修電腦科學。當時網站尚未對外開放，直到同年5月推出測試版，並於11月正式啟用服務。賈德表示，他創立這個平台的靈感，來自「第三十八屆超級盃中場表演爭議」以及2004年印度洋大地震與海嘯。當時他難以在網路上找到相關影片，因而萌生建立影片分享網站的念頭。
「jawed」這個帳號是在影片上傳當天建立的。截至目前為止，該帳號僅保留這部影片，過去上傳的其他影片已於2013年被刪除。
拍攝者雅科夫・拉皮茨基當時是特拉華大學化學工程博士生，當天因參加美國化學學會的會議而來到聖地牙哥。賈德當時居住於當地，兩人相約會面並在動物園會合。來到大象展示區時，賈德將一台相機交給拉皮茨基（他事後形容是「一台非常普通的傻瓜相機」），請他協助錄製一段影片。當時拉皮茨基對影片的用途一無所知，也不曉得會被用在什麼地方，只是單純幫朋友在動物園拍攝了一段畫面。約一個月後，賈德寄來網站連結，他才知道自己參與了什麼。
拉皮茨基後來回憶，對於成為YouTube歷史起點的一部分，他完全沒有預料。他說：「我當時完全不知道自己捲入了什麼事情。」（I had no idea what I was getting myself into.）。

## 內容
《我在動物園》 於2005年4月23日晚上8點31分52秒（PDT）上傳。影片長約19秒，由賈德高中時的朋友雅科夫・拉皮茨基（Yakov Lapitsky）拍攝。影片中，賈德穿著登山外套，在美國加州聖地牙哥動物園，站在兩隻正在用鼻子翻動乾草的大象前，簡要介紹牠們「真的、真的、真的很長」的象鼻。賈德在影片中說：
原文（英語）：
All right, so here we are in front of the elephants, the cool thing about these guys is that they have really, really, really long trunks, and that's, that's cool. And that's pretty much all there is to say. 
中文翻譯：
好的，我們現在正站在大象前面，這些傢伙們很酷的一點是他們的象鼻真的、真的、真的很長。而這實在……實在很酷。我要說的就是這些。

## 評價
多家媒體認為《我在動物園》充分展現了YouTube的精神。《商業內幕》將其評為YouTube史上最重要的一部影片，指出它代表了YouTube以使用者自製內容為核心的特色。《紐約觀察家報》也將這影片列為YouTube歷史上最重要的作品，指出其歷史意義重大。《BuzzFeed News》則將這部影片納入「網路歷史上最重要的20部影片」之一。作為YouTube上的第一部影片，它也常被視為YouTube上第一部Vlog（影音日誌）。
評論者普遍認為《我在動物園》是YouTube歷史上的重要里程碑。亞倫・杜普蘭提耶（Aaron Duplantier）在其著作《真實性與我們如何偽造它：實境節目、Facebook與YouTube中的信念與主觀性》（Authenticity and How We Fake It: Belief and Subjectivity in Reality TV, Facebook and YouTube）中指出，《我在動物園》的平凡內容為YouTube之後以原創、素人風格為主的影片趨勢奠定了基礎，特別是在YouTuber與Vlogger的創作風格上。《洛杉磯時報》在2009年報導指出，《我在動物園》改變了人們觀看影片的方式，開啟了短影音時代（an era of short videos）。《Digital Trends》認為它為後來的YouTube影片形式樹立了標準。影評人彼得・布拉德肖也將它列為2000年代的重要作品之一。
《洛杉磯時報》對該影片如此評論：「作為首上傳到YouTube的影片，它扮演著一個關鍵角色，根本地改變了人們對傳媒的使用方式，也迎來了一分鐘短片的新黃金時代」。
葛雷格・賈博（Greg Jarboe）在其著作《YouTube與影片行銷：一小時學會》（YouTube and Video Marketing: An Hour a Day）中提到，《我在動物園》呈現一個看似平凡卻在當時相當特別的時刻，展現出賈德對YouTube未來發展的想像。賈博指出，這影片顯示，YouTube不只是用來「捕捉特別時刻」，而是讓使用者有機會成為「下一代的內容發佈者」。這樣的理念，最終促成YouTube逐漸成為全球最受歡迎的影音分享平台。
2015年，YouTube為慶祝平台創立10週年，推出一名為的影片，內容以從字母A到Z開頭的詞彙回顧平台十年來的重要時刻。其中代表字母Z的詞是「Zoo」（動物園），並介紹了〈我在動物園〉這影片。
同年4月23日，YouTube也在其Facebook帳號上，以「#TBT」（Throwback Thursday，懷舊星期四）標籤分享這部影片，讓它一度再次成為熱門話題。。
2020年，聖地牙哥動物園的官方YouTube帳號在該影片下方留言，表示能成為首部YouTube影片的拍攝地感到十分榮幸。該留言目前已被置頂。截至2025年4月1日，這則置頂留言是全平台按讚數最高的留言，累積達420萬個讚。

## 影片變動
賈德·卡林姆多次藉由影片的說明欄，表達對YouTube政策的看法。2013年11月，因應Google規定使用者必須綁定Google+帳號才能在YouTube發表留言，他在《我在動物園》的說明欄中寫道：「我現在沒辦法留言了，因為我不想申請Google+帳號。」（I can't comment here anymore, since I don't want a Google+ account.）同時刪除個人帳號中其他所有影片，僅保留《我在動物園》這部影片。
2021年11月，YouTube決定實踐隱藏倒讚政策後，賈德在《我在動物園》說明欄更新說明，寫道：「當全部YouTuber都贊同去除倒讚是一個愚蠢的想法時，這（隱藏倒讚想法）可能會是愚蠢的。再想想吧，YouTube。」（When every YouTuber agrees that removing dislikes is a stupid idea, it probably is. Try again, YouTube.）幾天後，他又進一步更新說明，加入更長篇幅的批評內容。
2023年12月16日，該影片的縮圖曾被換成一張模仿MrBeast風格的圖像，畫面為賈德雙眼發光、手指指向背景中奔馳的大象。兩週後，縮圖恢復為原本的版本。
2025年2月，賈德再次修改說明，這次提及微塑膠對人類大腦造成的潛在危害。